# یوتی‌سی ۸:۳۰-
هم‌اکنون زمان‌بندی گرینویچ منفی ۸:۳۰- (به انگلیسی: UTC−08:30) برای اندازه گیری زمان کاربرد دارد.

## تاریخچه
این منطقه زمانی به صورت رسمی توسط جزایر پیت‌کرن تا ۲۶ آوریل ۱۹۹۸ مورد استفاده قرار می‌گرفت که بعد از این تاریخ، ساعت رسمی جزایر پیت‌کرن به گرینویچ ۸:۰۰- تغییر داده شد.